# Civizelotes
Genre
Civizelotes est un genre d'araignées aranéomorphes de la famille des Gnaphosidae.

## Distribution
Les espèces de ce genre se rencontrent en écozone paléarctique.

## Liste des espèces
Selon World Spider Catalog (version 25.5, 01/11/2024) :
- Civizelotes aituar Esyunin & Tuneva, 2020
- Civizelotes akmon Chatzaki, 2021
- Civizelotes caucasius (L. Koch, 1866)
- Civizelotes civicus (Simon, 1878)
- Civizelotes dentatidens (Simon, 1914)
- Civizelotes gracilis (Canestrini, 1868)
- Civizelotes ibericus Senglet, 2012
- Civizelotes latapophysis (Wunderlich, 2024)
- Civizelotes medianoides Senglet, 2012
- Civizelotes medianus (Denis, 1936)
- Civizelotes pygmaeus (Miller, 1943)
- Civizelotes sengleti (Wunderlich, 2022)
- Civizelotes solstitialis (Levy, 1998)
- Civizelotes tibichaetoforus Tuneva & Kuzmin, 2016

## Systématique et taxinomie
Ce genre a été décrit par Senglet en 2012 dans les Gnaphosidae.

## Publication originale
- Senglet, 2012 : « Civizelotes new genus, and other new or little known Zelotinae (Araneae, Gnaphosidae). » Revue suisse de Zoologie, vol. 119, no 4, p. 501-528 (texte intégral).